# Normand de Bellefeuille
Pour les articles homonymes, voir Bellefeuille.
Normand de Bellefeuille est un écrivain, critique littéraire, essayiste, romancier et poète québécois, né le 31 décembre 1949 à Montréal et mort le 8 janvier 2024.

## Biographie
« Normand de Bellefeuille n'a pas que traversé le paysage littéraire québécois : tour à tour professeur, critique, animateur, éditeur et écrivain, il l'a façonné. Son œuvre auréolée de plusieurs prix, compte plus d'une trentaine de livres, de la poésie au roman, en passant par l'essai et la nouvelle. »
Né à Montréal, il obtient un DEC au Cégep de Maisonneuve (1969), puis un baccalauréat spécialisé en lettres françaises à l'Université de Montréal (1971), où il obtient également une maîtrise (1973).
De 1975 à 1977, il est chargé de cours du département d'études littéraires de l'Université du Québec à Montréal, puis professeur de littérature, de communication et d'histoire de l'art au Collège de Maisonneuve, de 1972 à 1997. Il dit à propos de sa carrière en enseignement : « Je souhaite que l'on retienne de moi ma volonté de passer au suivant mon savoir et mes connaissances. »
Au-delà de l'enseignement, Normand de Bellefeuille a participé à plusieurs colloques internationaux, de lectures publiques, de conférences, Il est également présent à titre d'auteur, recherchiste, de critique ou d'animateur dans plusieurs médias culturels au Québec. Il a d'ailleurs été critique littéraire à La Presse entre 1976-1977. Il a également participé à fondation de la revue Spirale (1979), dans laquelle il sera membre du comité de rédaction jusqu'en 1988, et du conseil d'administration entre 1984-1988. Il a aussi travaillé au comité de rédaction et au conseil d'administration de la revue La Nouvelle Barre du jour.
Il a fait paraître des textes de poésie, de fiction et de théorie dans de nombreuses revues québécoises, ainsi que dans certaines revues canadiennes anglaises et étrangères.
Après avoir occupé le poste de directeur littéraire chez Québec Amérique pendant treize ans (1997-2010), il exerce les mêmes fonctions aux Éditions Druide. Il participe à plusieurs reprises au festival littéraire Metropolis bleu.
Il est membre de l'Union des écrivaines et des écrivains québécois (l'UNEQ).

### Le formalisme et son œuvre
« Lorsque Normand de Bellefeuille fait ses débuts dans la revue avant-gardiste Les Herbes rouges dans les années 1970, il s'inscrit explicitement dans le courant formaliste qui émerge alors dans le paysage contemporain. Le groupe des Herbes Rouges, François Charron et Normand de Bellefeuille en tête, se positionne alors en rupture avec la société de l'époque, ainsi qu'avec la littérature de la génération précédente[réf. à confirmer]. » écrira Olga Belkin. Ainsi donc, les poètes formalistes, dont Normand de Bellefeuille fait partie, pratiquent une poésie militante, expérimentale, transgressive ; ils veulent déjouer le sens et démonter la littérature en tant que système de communication. Si leur pratique est militante, elle l'est dans une dimension plus absolue que les écrivains de l'Hexagone.
Le groupe formaliste trouve une inspiration en Europe, en particulier dans les cercles structuralistes qui préconisent une approche de la littérature fondée sur le structuralisme linguistique (Roland Barthes), et d'autre part sur les idéologies marxistes (entre autres, Louis Althusser). L'approche du texte littéraire se veut donc de plus en plus scientifique et s'appuie sur plusieurs sciences, dont les sciences du langage, et la psychanalyse. Le but d'une telle approche est d'évacuer la subjectivité de l'œuvre littéraire.
Ce n'est que plus tard que Normand de Bellefeuille abandonnera la littérature hermétique pour une écriture plus personnelle. Son œuvre poétique va tranquillement se détourner de « l'abstraction formaliste » pour accorder plus d'attention aux expériences subjectives.
Son œuvre se caractérise plus généralement par un refus « des genres canoniques et des catégories entendues ».

## Œuvres
- Monsieur Isaac (avec Gilles Racette), Montréal, L'Actuelle, 1973, 134 p.  (ISBN 0775200395)
- Ças ; suivi de Trois, Montréal, Les herbes rouges, 1974, 28 p.
- Le texte justement, Montréal, Les herbes rouges, 1976, 28 p.
- L'appareil (avec Marcel Labine), Montréal, Les herbes rouges, 1976, 44 p.
- Les grandes familles, Montréal, Les herbes rouges, 1977, 32 p.
- La belle conduite, Montréal, Les herbes rouges, 1978, 18 p.
- Pourvu que ça ait mon nom (avec Roger des Roches), Montréal, Les herbes rouges, 1979, 71 p.  (ISBN 9782920051041)
- Dans la conversation et la diction des monstres, Montréal, Les herbes rouges, 1980, 28 p.
- Le livre du devoir, Montréal, Les herbes rouges, 1983, 99 p.  (ISBN 2920051156)
- Miser, Montréal, La nouvelle barre du jour, 1984, 19 p.  (ISBN 2893140106)
- Straight Prose ou La mort de Socrate, Montréal, La nouvelle barre du jour, 1984, 10 p.  (ISBN 2893140149)
- Les matières de ce siècle (avec Marcel Labine), Montréal, Les herbes rouges, 1984, 42 p.
- Cold Cuts un/deux, Québec, Les herbes rouges, 1985, 50 p.  (ISBN 2892720214)
- À propos du texte/textualisation (avec Jean-Yves Collette), Montréal, La nouvelle barre du jour, 1985, 44 p.  (ISBN 2893140475)
- Lascaux, Montréal, Les herbes rouges, 1985, 159 p.  (ISBN 2920051261)
- Quand on a une langue, on peut aller à Rome (avec Louise Dupré), Montréal, La nouvelle barre du jour, 1986, 61 p.  (ISBN 2893140785)
- Catégoriques : un, deux et trois, Trois-Rivières, Écrits des forges, 1986, 76 p.  (ISBN 2890461009)
- À double sens : échange sur quelques pratiques modernes, Montréal, Les herbes rouges, 1986, 236 p.  (ISBN 2920051296)
- Heureusement, ici il y a la guerre : vingt suites mineures, 1970-1987, Montréal, Les herbes rouges, 1987, 142 p.  (ISBN 2920051350)
- Ce que disait Alice, Québec, L'instant même, 1989, 163 p.  (ISBN 2980063584)
- Obscènes, Montréal, Les herbes rouges, 1991, 112 p.  (ISBN 2894190018)
- Notte Oscura (avec Alain Laframboise), Montréal, Éditions du Noroît, 1993, 102 p.  (ISBN 2890182126)
- Nous mentons tous, Montréal, Québec Amérique, 1997, 191 p.  (ISBN 2890379175)
- La marche de l'aveugle sans son chien, Montréal, Québec Amérique, 1999, 114 p.  (ISBN 2764400063)
- Un visage pour commencer, Trois-Rivières, Écrits des forges, 2001, 112 p.  (ISBN 2890466205)
- Lancers légers, Montréal, Éditions du Noroît, 2001, 71 p.  (ISBN 2890184587)
- Elle était belle comme une idée, Montréal, Québec Amérique, 2003, 110 p.  (ISBN 2764402627)
- Votre appel est important, Montréal, Québec Amérique, 2006, 144 p.  (ISBN 2764405014)
- Mon nom, Montréal, Éditions du Noroît, 2009, 76 p.  (ISBN 9782890186552)
- Un poker à Lascaux, Montréal, Québec Amérique, 2010, 197 p.  (ISBN 9782764407455)
- Mon visage, Montréal, Éditions du Noroît, 2011, 76 p.  (ISBN 9782890186743)
- Mon bruit, Montréal, Éditions du Noroît, 2012, 101 p.  (ISBN 9782890187382)
- Le poème est une maison de long séjour, Montréal, Éditions du Noroît, 2014, 148 p.  (ISBN 2890188930)
- Le poème est une maison de bord de mer, Montréal, Éditions du Noroît, 2016, 150 p.  (ISBN 9782890189461)
- Le poème est une maison désormais inhabitée, Montréal, Éditions du Noroît, 2017, 119 p.  (ISBN 9782897660918)
- Histoire du vent, Montréal, Éditions du Noroît, 2020, 99 p.  (ISBN 9782897662202)

### Anthologie
- Collectif paritaire de cinquante poètes, J'écris peuplier (livre anniversaire), dirigé et illustré par Monique LeBlanc, préface de Paul Bélanger, Montréal, Éditions du Noroît, 2021  (ISBN 978-2-89766-278-3)

## Traduction
- 1992 : Catégoriques un deux trois, traduction anglaise de Douglas Jones, Coach House Press

## Honneurs
- 1984 - Prix Émile-Nelligan, Le Livre du devoir[4]
- 1986 - Grand Prix de poésie de la Fondation des Forges Catégoriques un deux et trois[4]
- 1986 - Grand Prix Québecor du Festival international de la poésie pour Catégoriques un deux et trois[8]
- 1989 - Prix littéraire Adrienne-Choquette Ce que disait Alice[4]
- 1989 - Concours de nouvelles de Radio-Canada, Ce que disait Alice[4]
- 1997 - Prix Félix-Antoine-Savard[9]
- 2000 - Prix Alain-Grandbois, La Marche de l'aveugle sans son chien[10]
- 2000 - 2e prix des Prix littéraires Radio-Canada
- 2000 - Lauréat du Prix du Gouverneur général, La Marche de l'aveugle sans son chien[4]
- 2002 - Prix Odyssée en poésie[11]
- 2007 - Finaliste du Prix littéraire des collégiens pour Votre appel est important[12]
- 2012 - Grand prix Québecor du Festival international de la poésie, Mon bruit[13]
- 2017 - Prix Athanase-David, Prix du Québec[3]